# Wyatt Russell
Wyatt Russell (Los Angeles, 1986. július 10. –) amerikai színész és egykori jégkorongozó.
2018–2019 között Sean "Dud" Dudleyt alakította A 49-es ház című sorozatban. A Marvel-moziuniverzum filmjeiben és sorozataiban 	John Walkert, azaz USA Ügynököt formálta meg.

## Fiatalkora
1986. július 10-én született Los Angelesben, Kurt Russell és Goldie Hawn színészek gyermekeként. Bing Russell színész unokája, Boston Russell, Oliver Hudson és Kate Hudson féltestvére.

## Pályafutása
Számos amatőr és profi jégkorongcsapatban játszott kapusként. Pályafutása 2010-ben sérülések miatt félbeszakadt a profi jégkorongban.
2014-ben a 22 Jump Street – A túlkoros osztag című filmben szerepelt. 2016-ban a Fekete tükör című sorozatban tűnt fel. 2018-ban az Overlord című filmben alakította Lewis Fordot. 2021-ben A Sólyom és a Tél Katonája című sorozatban volt főszereplő. 2023-ban a Monarch: A szörnyek hagyatéka című filmben szerepelt.

## Magánélete
2012-ben feleségül vette Sanne Hamers stylistot, akit jégkorongozó pályafutása során Hollandiában ismert meg. A pár 2015-ben szakított, majd 2017 elvált. 2015-ben kapcsolatot kezdett Meredith Hagner színésznővel, majd 2019-ben összeházasodtak. 2021-ben fiúgyermekük született.

## Filmográfia

### Film
| Év   | Magyar cím                         | Eredeti cím                 | Szerep                   | Magyar hang    |
| ---- | ---------------------------------- | --------------------------- | ------------------------ | -------------- |
| 1987 | A vasmacska kölykei                | Overboard                   | baba a golfpályán        | eredeti hangon |
| 1996 | Menekülés Los Angelesből           | Escape from L.A.            | árva fiú                 |                |
| 1998 | A katona                           | Soldier                     | Todd 11 évesen           |                |
| 2006 |                                    | The Last Supper (rövidfilm) | hitetlen Tamás           |                |
| 2010 |                                    | High School                 | Kábítószeres tinédzser   |                |
| 2011 | Cowboyok és űrlények               | Cowboys & Aliens            | Mickey                   | Kapácsy Miklós |
| 2012 | 40 és annyi                        | This Is 40                  | flörtölő hokijátékos     | Zámbori Soma   |
| 2013 | Szerelem és becsület               | Love and Honor              | Topher Lincoln           | Stern Dániel   |
| 2013 |                                    | We Are What We Are          | Anders helyettes         |                |
| 2014 | 22 Jump Street – A túlkoros osztag | 22 Jump Street              | Zook Haythe              | Gacsal Ádám    |
| 2014 | Rideg világ                        | Cold in July                | Freddy Russell           | Előd Álmos     |
| 2014 |                                    | At the Devil's Door         | Sam                      |                |
| 2015 |                                    | Prisoner (rövidfilm)        | Will                     |                |
| 2016 |                                    | Everybody Wants Some!!      | Charlie Willoughby       |                |
| 2016 | A zenész és a humorista            | Folk Hero & Funny Guy       | Jason                    |                |
| 2017 | Ingrid új élete                    | Ingrid Goes West            | Ezra O'Keefe             | Czető Roland   |
| 2017 | A 19-es asztalnál ülők             | Table 19                    | Teddy                    | Orosz Ákos     |
| 2017 |                                    | Goon: Last of the Enforcers | Anders Cain              |                |
| 2017 |                                    | Shimmer Lake                | Ed Burton                |                |
| 2018 | Blaze                              | Blaze                       | Glyn                     |                |
| 2018 | Overlord                           | Overlord                    | Lewis Ford               | Zámbori Soma   |
| 2023 | Nő az ablakban                     | The Woman in the Window     | David Winter             | Mészáros Béla  |
| 2024 | Éjszakai merülés                   | Night Swim                  | Ray Waller               | Széles Tamás   |
| 2025 | Szeretettel meghívjuk              | You're Cordially Invited    | maszkos táncos házigazda |                |
| 2025 | Mennydörgők*                       | Thunderbolts*               | John Walker / USA Ügynök | Brasch Bence   |

### Televízió
| Év        | Magyar cím                     | Eredeti cím                       | Szerep                                      | Megjegyzések                                                          |
| --------- | ------------------------------ | --------------------------------- | ------------------------------------------- | --------------------------------------------------------------------- |
| 2010      | Esküdt ellenségek: Los Angeles | Law & Order: LA                   | Sam Loomis                                  | 1 epizód                                                              |
| 2013      | Az ítélet: család              | Arrested Development              | Oakwood                                     | 1 epizód                                                              |
| 2013      |                                | The Walking Dead: The Oath        | Paul                                        | 3 epizód                                                              |
| 2016      | Fekete tükör                   | Black Mirror                      | Cooper Redfield                             | - 1 epizód (A játékteszt) - magyar hangja: - Varga Gábor              |
| 2018–2019 | A 49-es ház                    | Lodge 49                          | Sean "Dud" Dudley                           | 20 epizód                                                             |
| 2020      |                                | The Good Lord Bird                | James Ewell Brown Stuart                    | 3 epizód                                                              |
| 2021      | A Sólyom és a Tél Katonája     | The Falcon and the Winter Soldier | John Walker / Amerika Kapitány / USA Ügynök | - főszereplő - minisorozat (6 epizód) - magyar hangja: - Brasch Bence |
| 2021      | Marvel Studios: Betekintés     | Marvel Studios: Assembled         | önmaga                                      | 1 epizód                                                              |
| 2022      |                                | Under the Banner of Heaven        | Dan Lafferty                                | - főszereplő - minisorozat (7 epizód)                                 |
| 2023–2024 | Monarch: A szörnyek hagyatéka  | Monarch: Legacy of Monsters       | Lee Shaw fiatalon                           | főszereplő (10 epizód)                                                |
| 2024      | Mi lenne, ha…?                 | What If...?                       | John Walker / USA Ügynök (hangja)           | - 1 epizód - magyar hangja:[forrás?] - Krausz Gergő                   |